# Галкин, Александр Михайлович (Герой Социалистического Труда)
Алекса́ндр Миха́йлович Га́лкин (3 марта 1932, Красный Лог, Левороссошанский район, Центрально-Чернозёмная область — 26 декабря 2015, Новоусманский район, Воронежская область) — механизатор, начальник уборочного отряда совхоза «Масловский» Новоусманского района Воронежской области. Герой Социалистического Труда (1973).

## Биография
Родился в селе Красный Лог Левороссошанского района Центрально-Чернозёмной области (впоследствии — Новоусманский район Воронежской области).
В 1949 году окончил школу механизаторов. Получив образование, он работал трактористом в совхозе «Пищепром» (в дальнейшем «Масловский»).
Работая в совхозе бригадным звеньевым, водителем зерноуборочных комбайнов, начальником уборочного отряда на полевом стане совхоза «Масловский», он добивался больших производственных успехов, за что награждался правительственными наградами. Являлся членом КПСС.
11 декабря 1973 года указом Президиума Верховного Совета СССР за успехи, достигнутые во Всесоюзном социалистическом соревновании, и проявленную трудовую доблесть в выполнении принятых обязательств по увеличению производства и продажи государству зерна и других продуктов земледелия в 1973 году Галкину Александру Михайловичу было присвоено звание Героя Социалистического Труда с вручением ордена Ленина и золотой медали «Серп и Молот».
Избирался также депутатом Верховного Совета РСФСР 7-го созыва (1967—1971) и Воронежского областного Совета депутатов трудящихся. Был членом Новоусманского райкома КПСС, членом президиума Совета профсоюзов по Воронежской области. Ушёл на пенсию в 2002 году.
Семья: жена Галкина Варвара Стефановна, 3 дочери, 6 внуков и 4 правнука.
В последние годы проживал в посёлке 1-го отделения совхоза «Масловский» Новоусманского района.

## Награды
- Три ордена Ленина (31.12.1965, 08.04.1971, 11.12.1973)
- Орден Трудового Красного Знамени (23.12.1976)
- Медаль «За трудовую доблесть»
- Золотая медаль ВДНХ СССР (1967)
- Золотая медаль «Серп и Молот» (11.12.1973)
- Общесоюзный знак «Ударник пятилетки»
- Знак «За заслуги перед Новоусманским районом»

## Память
В селе Новая Усмань в 2015 году была открыта аллея Героев, на которой установлен бюст А. М. Галкина. Скульптором всех работ был Народный художник России, лауреат Государственной премии Иван Дикунов.